# Memorial de Caen
El Memorial de Caen és un museu situat a Caen (França) consagrat a la història del segle XX i focalitzat totalment en la temàtica de la pau, en record al desembarcament de Normandia que va posar fi a la Segona Guerra Mundial.
Inaugurat el 6 de juny de 1988 per François Miterrand, el Memorial de Caen a Normandia és un dels espais commemoratius més visitats d'Europa. El museu invita el visitant a fer un viatge a través de la història del segle XX i a reflexionar sobre la pau i el nostre planeta. Els continguts que ens mostra aquest museu estan dividits en tres espais temàtics: la Segona Guerra Mundial, la Guerra Freda i el Món per la Pau. També organitza visites guiades per espais de memòria tant emblemàtics com la platja on el dia D va tenir lloc el desembarcament de Normandia. A més, el memorial també compta amb una interessant proposta pedagògica i un espai científic en el qual hi ha una gran quantitat de material documental en diferents formats.
Capturar la ciutat de Caen era un dels objectius de les forces aliades després que el 6 de juny de 1944 desembarquessin a les platges de Normandia. Però tot i que el desembarcament del dia D va ser reeixit, Caen va quedar en mans alemanyes. La ciutat era un punt estratègic i hi va tenir lloc una important batalla entre els mesos de juny i agost de 1944. Per aquest motiu el Memorial de Caen dedica part del seu espai a donar a conèixer al públic la història de la Segona Guerra Mundial.